# Smaragdesthes africana
Smaragdesthes africana — вид африканских жуков из подсемейства бронзовки семейства Пластинчатоусые.

## Описание
Африканская изумрудная бронзовка обычно длинной 20—25 мм. Этот вид является самым распространенным в роде Smaragdesthes. Удлиненное тело с различными оттенками переливающегося от зелёного через коричневый до синего цвета, в зависимости от освещённости и подвида. Жуки легко размножаются, развиваются из куколки до 5 месяцев.

## Распространение
Этот вид встречается встречается в: Демократической Республике Конго, Уганде, Танзании, Кот-д’Ивуар, Гана, Того.

## Подвиды
- Smaragdesthes africana africana (Drury, 1773)
- Smaragdesthes africana camerunica (Moser, 1910)
- Smaragdesthes africana insularis (Schauer, 1941)
- Smaragdesthes africana kilimana (Kolbe, 1907)
- Smaragdesthes africana massaica Allard, 1991
- Smaragdesthes africana meridionalis (Schürhoff, 1935)
- Smaragdesthes africana mutica (Harold, 1878)
- Smaragdesthes africana nigritarsis (Schürhoff, 1935)
- Smaragdesthes africana oertzeni Kolbe, 1895
- Smaragdesthes africana opalina Allard, 1991
- Smaragdesthes africana pembana Allard, 1991
- Smaragdesthes africana smaragdina (Voet, 1779)
- Smaragdesthes africana sodwana Allard, 1991
- Smaragdesthes africana subsuturalis (Kraatz, 1891)
- Smaragdesthes africana tschindeana (Schoch, 1898)
- Smaragdesthes africana umtaliensis (Schauer, 1941)
- Smaragdesthes africana viridis (Kolbe, 1897)

## Галерея
- из Уганды
- из Демократической Республики Конго
- Smaragdesthes africana oertzeni. Музейный экспонат
- Видео

## Список литературы
- biolib.
- Универсальный Биоиндекс.
- Каталог.